# Letohrádek Bellarie
Letohrádek Bellarie (někdy též Bellaria) je rokokový letohrádek nacházející se v zahradách zámku a hradu Český Krumlov. Letohrádek je jedním z téměř 130 památkově chráněných objektů, které se nacházejí v areálu krumlovského zámku, od roku 1989 zařazeného mezi národní kulturní památky České republiky 

## Název

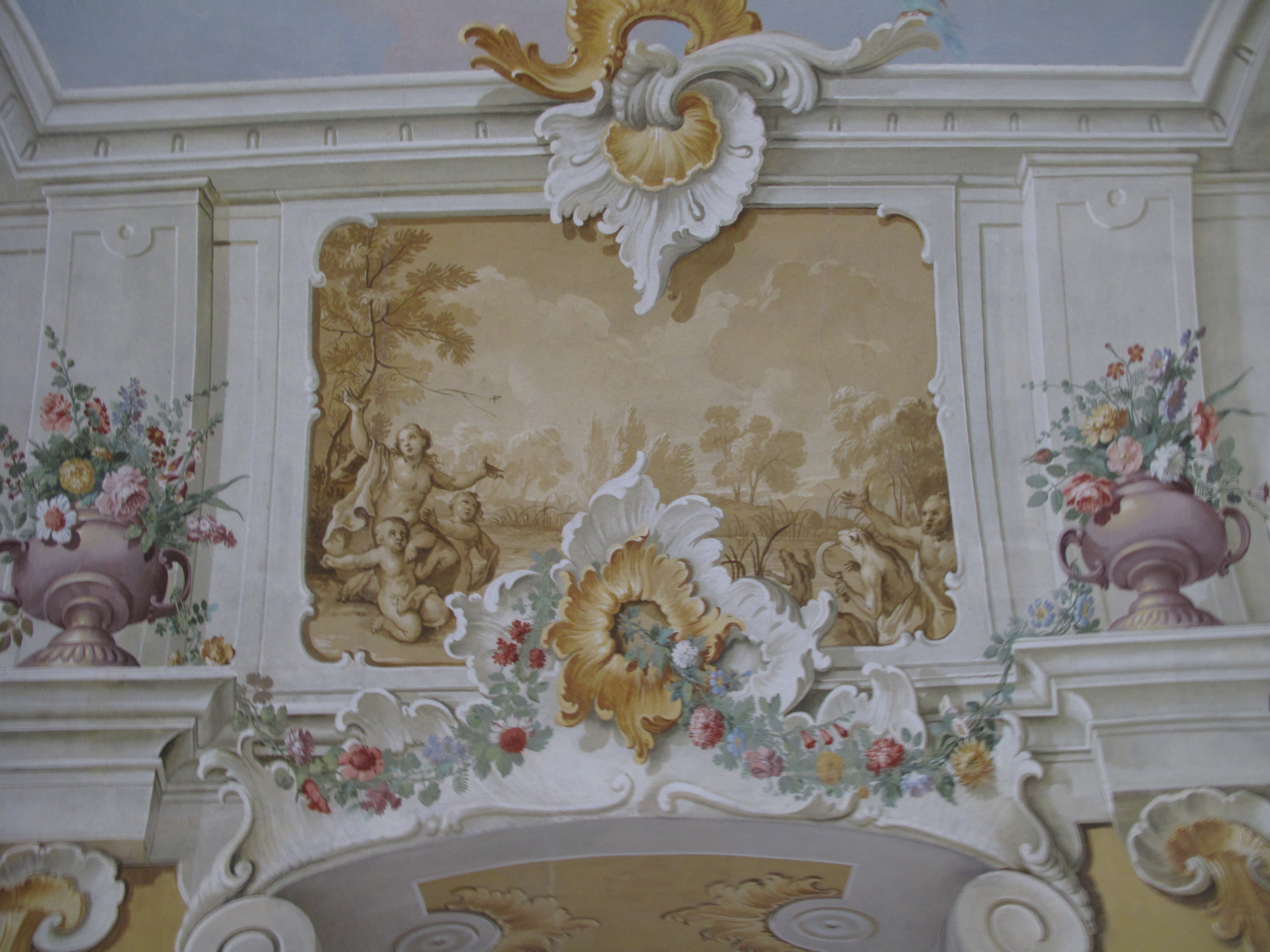
Detail freskové výzdoby galeriového patra od Františka Jakuba Prokyše: Lethó s dětmi (z Ovidiových Metamorfóz), vázy s květinami a girlandy

Název letohrádku je převzatý z italského slova bella/bello, tedy slova označujícího něco krásného, čistý vzduch či krásnou píseň. V obecném kontextu se bellariemi však nazývaly zahradní rekreační stavby v dobách baroka patřící k palácům šlechty.

## Stavebně historický vývoj
Původní letohrádek Bellaria byl postaven v raně barokním slohu za časů Jana Kristiána z Eggenbergu v letech 1690–1692 V místě došlo nejprve k vylámání skály. Hned v roce 1690 byla celá stavba dokončena v hrubých rysech a zastřešena. V letech následujících se pracovalo na dekoracích. Jedenáct oken ze skleněných koleček bylo v roce 1692 doplněno malířem Melicharem Hoffengutem šestnácti slepými okny. Každé z oken pak neslo jedno číslo. Ten samý malíř také natřel na zeleno chrliče a pozlatil je. Jinak byla stavba zdoben štuky s rostlinnými motivy a monogramy Jana Kristiána I. z Eggenberku a Marie Arnoštky z Eggenberku od štukatéra Michaela Bianco. Za Jana Kristiána z Eggenberku došlo ještě k výstavbě nového schodiště a kamen.Pod názvem Bellaria byl letohrádek poprvé zmíněn 31.března 1708.
Později za Schwarzenbergů několikrát přestavěn ve stylu rokoka pod dohledem stavitele Andrease Altomonteho (1699–1780). První rekonstrukce proběhla v roce 1746, kdy byl zřízen výtah na jídlo. V roce 1748 pak došlo k výzdobě sala terreny. Štuky provedl Matyáš André, nástropní fresku Josef Lederer. Další rekonstrukce pak proběhla v letech 1755–1757, kdy došlo k celkové přestavbě letohrádku ve stylu dolnorakouského rokoka. Všechny tyto přestavby se udály za časů knížete Josefa Adama ze Schwarzenbergu. Zásadní změnou byla nástavba druhého patra.
V dalších stoletích pak již nebyla Bellarie výrazně přestavována. Měnila se pouze barevnost fasády, byl zřízen hromosvod. Část letohrádku byla rekonstruována v roce 1993 s dokončením dnešní podoby otáčivého hlediště. Došlo k rekonstrukci střechy, fasád a k vybudování prostor pro herce. Fresky obou podlaží a výzdoba grotty prošly  v první polovině 20. let 21. století rekonstrukcí a restaurováním.

### Fresky
Autorem rokokových fresek obou pater letohrádku je třeboňský malíř František Jakub Prokyš (1713–1791). Pracoval na nich v letech 1755–1757.

## Popis
Jedná se o osmibokou stavbu umístěnou na terase tzv. Horní zahrady. Má podélné tvar ve směru východ–západ. K oběma podélným stranám přiléhají kulisy zeleně. Přední část se otevírá dvoukřídlým schodištěm do prostoru zahrady, kde je v dnešní době umístěné otáčivé hlediště. Na odvrácené části se pak nachází zídka zahrady. Přízemí tvoří v podstatě podstavový sokol pro hlavní loď budovy. V západní části je umístěna kuchyně a místnost s tzv. kouzelným stolem, tedy výtahem potravin do prvního patra do prostoru salónu. Ve východní polovině se nachází grotta. Obě tyto místnosti jsou přístupné ze zahrady.
Panstvo pak přistupovalo do prvního patra dvoukřídlým schodištěm ve směru východ–západ obepínající sokl přízemí. Vstup je umístěn doprostřed budovy do tzv. galerie, nebo tanečního sálu. Ve východní části byl pak umístěn salón s otevřeným krbem pro konzumaci potravin. Celé první patro je obepnuto římsou, po které bylo možno korzovat. Na tuto římsu je přístup ze severní strany po kočárových rampách. Druhé patro pak je přístupno dvoukřídlým točitým schodištěm s kovaným zábradlím, podpořené dvěma sloupy, vycházející od vstupu do prvního patra opět po vnější fasádě situované ve směru dnešního umístění otáčivého hlediště směrem jižním.
Ve druhém patře je dřevěná podlaha a jedna velká místnost rozdělená příčkami na dvě menší. Obě patra jsou zdobeny iluzivními rokokovými malbami od Františka Jakuba Prokyše (1713–1791). Spodní část letohrádku včetně dvoukřídlých schodišť jsou dekorovány bílými pilastry a volutovanou balustrádou, ostatní plochy jsou šedé. Dolní schodiště podpírá jeden kruhový oblouk s dvěma půloblouky po stranách. Horní část je v barvě růžové, bílé a šedé. Růžové jsou šambrány kolem bílých .... a dále pak meziokenní lizény. Růžové štukové římsy jsou doplněny štukovými bílými reliéfy. Ostatní plochy jsou šedé. Šambrány horního patra jsou ozdobeny volutami. Pod mansardovou střechou se pak nachází fabionová římsa.
Objekt je zakončen mansardovou střechou pokrytou šindelem. Na vrcholku na každé straně jsou umístěné dvě měděné vázy. Po obou stranách ve směru hlediště jsou pak dva vikýře s volskými oky.
Dnes je Bellarie opatřena hromosvodem.

### První podlaží

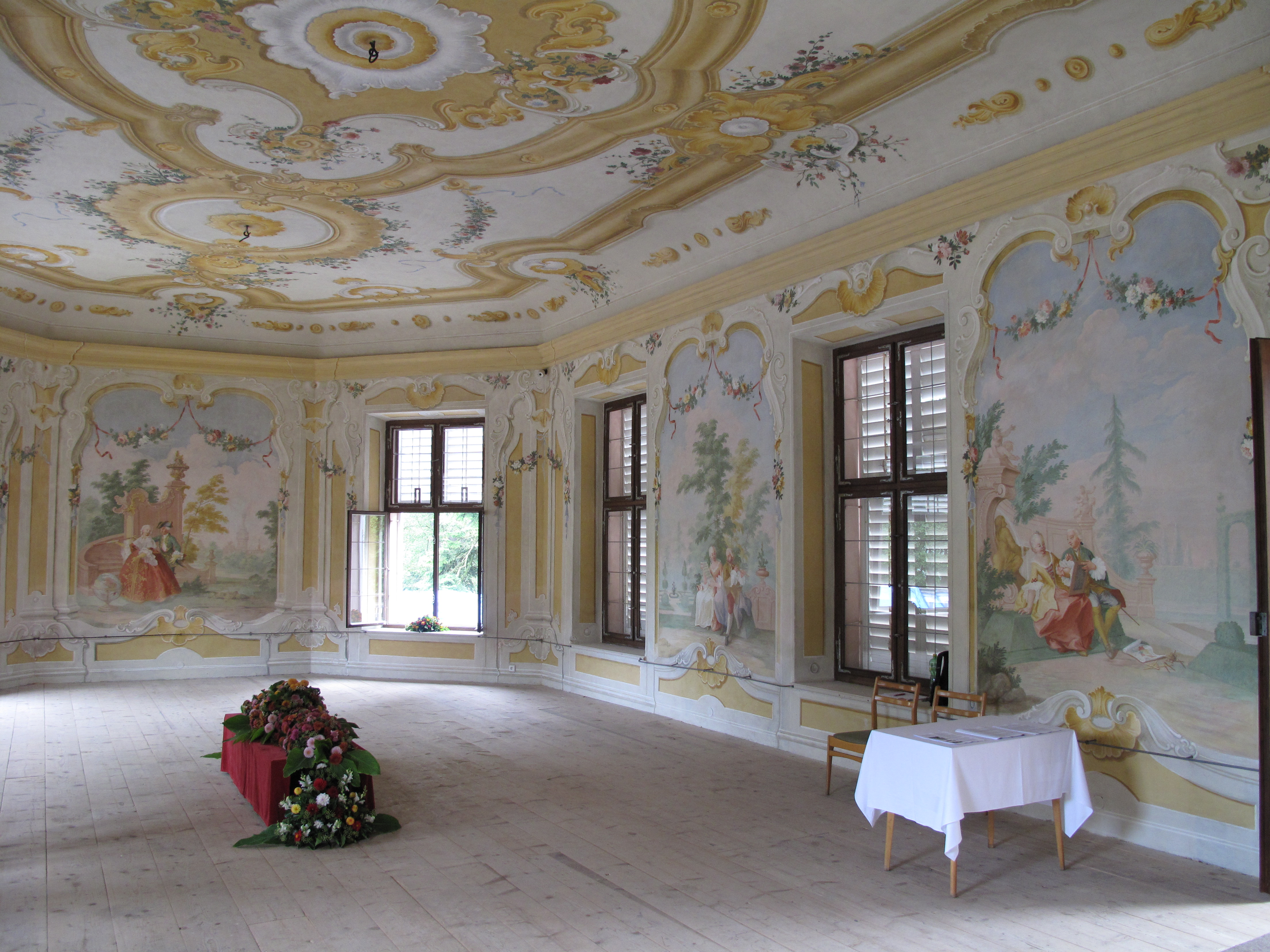
Interiér prvního patra

V prvním podlaží ke kterému vede dvoukřídlé schodiště s balustrádou, umístěné ve směru jižním proti otáčivému hledišti se nachází dvě místnosti. Větší (vstupní) se nazývá gallerie (někdy též taneční sál), menší pak salón (či jídelna). Gallerie je vyzdobena sedmi alegorickými obrazy svobodných umění: hudba, geometrie, architektura, ... Motivy jsou doplněny dvojicemi muže a ženy a jsou zakomponovány do zahrad, k nimž byly pravděpodobně předlohou grafiky z Agsburku.

### Druhé podlaží
Do druhého podlaží je přístup po točitém schodišti s kovaným zábradlím. Je galeriového typu a je vyzdobeno malbami s iluzivní architekturou, doplněnou vázami, girlandami a skupinami amorků.

### Kuchyň
V kuchyni nacházející se v západní části přízemí se dochovalo otevřené ohniště s dymníkem a malou píckou. Kuchyně je spojena s místnosti, kde se nachází mašinérie tzv. kouzelného stolu na dopravu pokrmů do salonu.

### Sala terrena
Sala terrena (někdy též nazývaná Grotta) je vytesána ve skále na půdoryse osmiúhelníka. Na stropě jsou zbytky fresek od Josefa Lederera, na stěnách pak výklenky obklopené inkrustacemi. Inkrustace tvoří zbytky kamínků, škeblí a zrcátek. Na podlaze jsou zbytky barevných oblázků.

## Současné využití
V dobách českokrumlovských knížat se Bellarie využívala hlavně k odpočinku po procházce v zahradě, ale také k radovánkám. Například 7. prosince 1747 se před Bellarií konalo divadlo, ve kterém ztvárnil roli Asie sám Josef Adam ze Schwarzenbergu.
V současnosti jsou zde šatny a provozní místnosti Jihočeského divadla, zbylé části jsou příležitostně otevřené veřejnosti.